# Invasie van Guadeloupe
De Invasie van Guadeloupe was een Britse poging in 1794 om het Franse eiland Guadeloupe in Frans-West-Indië te veroveren tijdens de Eerste Coalitieoorlog.

## Aanleiding
De Britten hadden onderhandeld met de Franse plantagehouders Ignace-Joseph-Philippe de Perpignan en Louis de Curt, die graag bescherming wilden krijgen van het Britse Rijk omdat de Nationale Grondwetgevende Vergadering in Frankrijk de slavernij had afgeschaft. Het Whitehallakkoord, waarin de Britten en de Franse kolonisten afspraken om de slavernij te behouden, werd ondertekend in 1794.

## Invasie en herovering
De Britse troepen, aangevoerd door generaal Charles Grey, landden op Guadeloupe op 11 april 1794, terwijl ze werden bijgestaan door admiraal John Jervis. Op 24 april gaf de Franse generaal Collot zich over in Basse-Terre, waarmee hij het eiland in handen gaf van de Britten en de Franse pro-slavernijkolonisten.
Op 4 juni echter landde een Franse invasiemacht onder leiding van Victor Hugues op het eiland, die, tevens met de hulp van pro-Franse bewoners, begon aan de herovering. Daarenboven woedden er tropische ziekten, waaronder met name gele koorts, onder de Britse soldaten. Ook Thomas Dundas, die door de Britten was aangesteld als gouverneur van Guadeloupe, overleed aan de gele koorts op 3 juni. Frankrijk herwon de volle controle over Guadeloupe op 10 december 1794.
Nederlanden: Marquain · Rijsel (1792) · Jemappes · Namen (1792) · Maastricht (1793) · Breda · Aldenhoven (1793) · Neerwinden · Raimes · Famars · Aarlen · Valencijn · Duinkerke · Hondschote · Menen ·  Wattignies · Moeskroen · Tourcoing · Doornik · Erquelinnes · Gosselies · Ieper · Hooglede · Fleurus · Boxtel · Sprimont · Maastricht (1794) · 's-Hertogenbosch · Aldenhoven (1794) · Puiflijk · Nijmegen · Luxemburg · Den Helder · Camperduin

Rijnfront: Verdun · Thionville · Valmy · Mainz (1792) · Mainz (1793) · Vogezen/Tripstadt · Mainz (1795) · Amberg · Würzburg

Italiaans front: Genua · Hyères · Rovereto · Bassano · Montenotte · Dego · Lodi · Arcole · Rivoli

Overige fronten (Vendée, Spanje): Fontenay-le-Comte · Toulon · Cholet · Luçon · Truillas · Boulou · San Lorenzo · Santa Cruz · Kaap Sint-Vincent
West-Indië: Guadeloupe · Martinique